# Muhammedkarikaturen i Nerikes Allehanda
Muhammedkarikaturen i Nerikes Allehanda var en karikaturtegning af kunstneren Lars Vilks som blev offentliggjort i avisen Nerikes Allehanda i Örebro i Sverige 19. august 2007. Tegningen viste en såkaldt "rondellhund" hvor hovedet forestillede den islamiske profet Muhammed. Tegningen blev oprindeligt lavet som én i en mindre serie skitser til en udstilling. Da den blev offentliggjort, var det som illustration til en lederartikel om ytringsfrihed. Baggrunden var ifølge redaktionen at Vilks Muhammed-tegninger var blevet afvist af gallerier på grund af frygten for repressalier.
Kunstneren Lars Vilks modtog mordtrusler. Den 15. september rapporterede flere medier at Vilks havde modtaget trusler fra al-Qaida. I følge medierne skulle al-Qaida have udlovet en belønning på 100.000 dollar for mordet på Vilks, eller 150.000 dollar "hvis han blev slagtet som et lam".